# Gare de La Louvière-Sud
La gare de La Louvière-Sud est une gare ferroviaire belge de la ligne 112, Marchienne-au-Pont à La Louvière-Centre, située au sud de la ville de La Louvière dans la province de Hainaut en Région wallonne.
Elle est mise en service en 1983 par la Société nationale des chemins de fer belges (SNCB) et est desservie par des trains InterCity (IC), Suburbains (S62), Omnibus (L) et d'Heure de pointe (P).

## Situation ferroviaire
Établie à 109 mètres d'altitude, la gare de La Louvière-Sud est située au point kilométrique (PK) 19,1 de la ligne 112, Marchienne-au-Pont à La Louvière-Centre, entre les gares ouvertes de Morlanwelz et de La Louvière-Centre.

## Histoire
La station de La Louvière-Sud est mise en service le 9 janvier 1983 par la Société nationale des chemins de fer belges (SNCB) sur une section de ligne remontant aux années 1860.
Construite à l'occasion de travaux d'électrification, elle remplace deux gares voisines : Haine-Saint-Pierre et La Louvière-Bouvy qui fermeront alors au trafic des voyageurs. La première sera remplacée par une halte du même nom plus au sud qui ferma en 1993 tandis que la seconde a entièrement disparu.
Il existait un important triage à Haine-Saint-Pierre et c'est en supprimant 11 voies de ce triage que la gare de La Louvière-Sud fut construite. Cette gare de triage a par la suite cessé d'exister et seules subsistent quelques voies de garage.
La gare de la Louvière-Sud est relativement isolée du réseau routier et se trouve au bout d'une longue rue en impasse entourée majoritairement de terrains en friche.

### Le bâtiment de la gare
Un bâtiment préfabriqué y est d'abord établi. Il s'agit d'un long édifice sans étage à toit à versants construit en partie en bois qui date de 1981 et a servi de gare jusqu'à la construction du bâtiment actuel en 1999. Il a alors été rasé.
Le bâtiment actuel est un haut bâtiment revêtu de briques de deux étages au toit plat bordé d'arrondis muni d'une grande surface vitrée couronnée par un pignon arrondi côté rue. Les percements se situent dans de grands arcs en plein cintre. La partie centrale est coiffée d'un toit à bâtière.

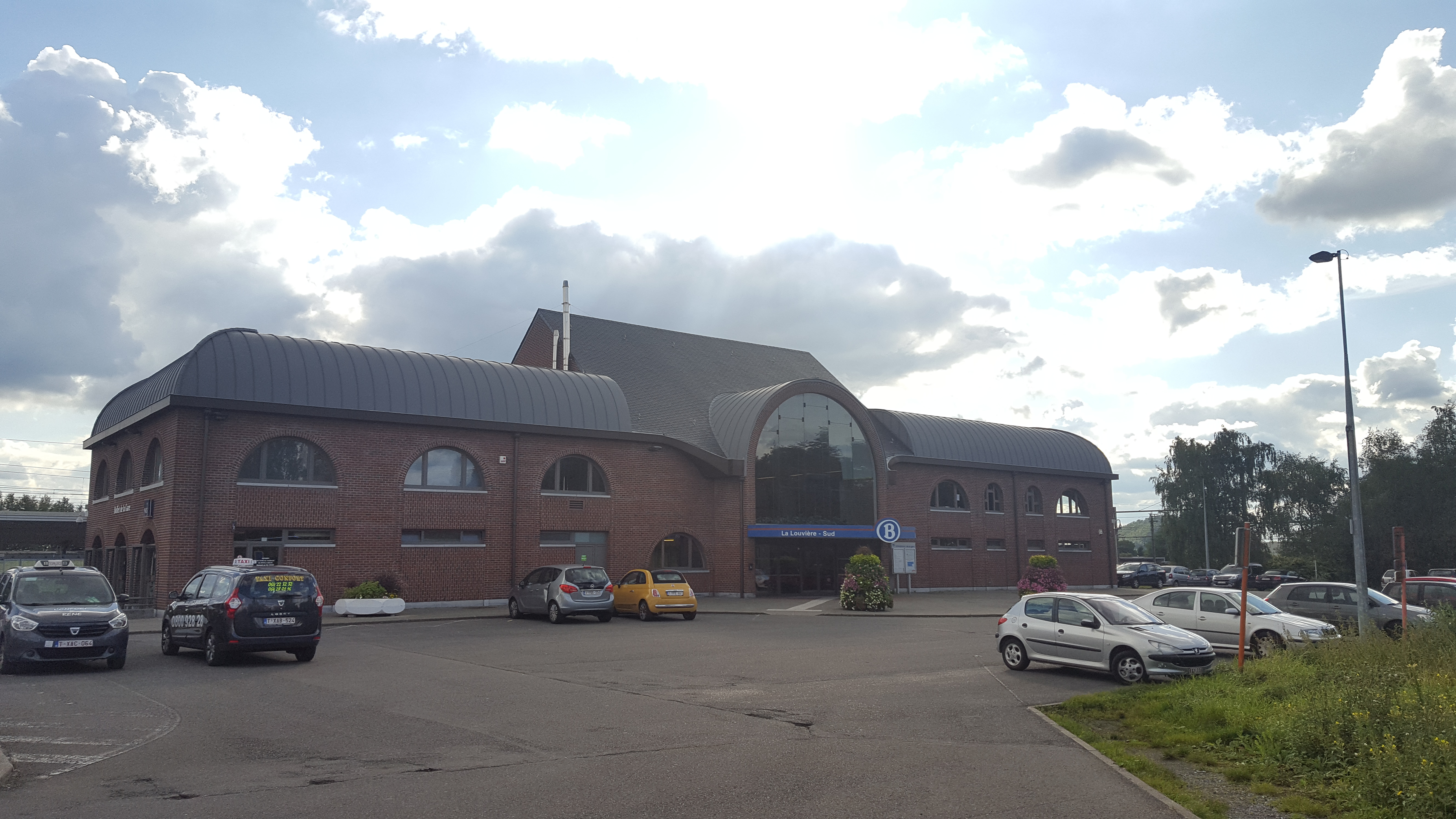
Parking et bâtiment de la gare.

## Service des voyageurs

### Accueil
Gare SNCB, elle dispose d'un bâtiment voyageurs, avec guichet, ouvert tous les jours.
Un passage souterrain permet la traversée des voies et le passage d'un quai à l'autre.
Une librairie est installée dans la gare. Des prises de courant sont disponibles (6 près de l'entrée aux quais, 1 près du guichet, 1 près de la librairie).

### Desserte
La Louvière-Sud est desservie par des trains InterCity (IC), Suburbains (S62), Omnibus (L) et d'Heure de pointe (P) de la SNCB, qui effectuent des missions sur les lignes commerciales 108, 117 et 118 (voir brochures SNCB,.). Certains des trains, notamment les InterCity venant de Mons ou Tournai ne desservent pas la gare de La Louvière-Centre qui se trouve sur un autre tracé.
En semaine, la gare est desservie par six trains par heure :
- des IC-19 : Lille-Flandres / Tournai - Mons - Charleroi - Namur (quelques-uns comprenant aussi une tranche vers Mouscron et Courtrai) ;
- des IC-11 : Turnhout - Malines - Bruxelles - Hal - Braine-le-Comte - Binche ;
- des IC-25 : Mons - Charleroi - Namur - Huy - Liège - Herstal ;
- des S62 : Luttre - Manage - La Louvière-Centre - Marchienne - Charleroi-Central ;
- des trains L : Braine-le-Comte - Écaussinnes - La Louvière-Sud ;
- des trains L : Quévy - Mons - La Louvière-Sud.

Le matin rajoutent un aller train P Binche - Schaerbeek, deux S62 supplémentaires vers Luttre et Charleroi et un train P vers Mons. Il existe aussi un train P Schaerbeek - Binche l'après-midi.
Les weekends et jours fériés, la desserte est plus mince :
- des IC-11 : Schaerbeek - Hal - Braine-le-Comte - Binche, toutes les heures ;
- des IC-25 : Mouscron - Tournai - Mons - Charleroi - Namur - Liège - Liers, toutes les heures ;
- des S62 : La Louvière-Centre - Marchienne - Charleroi-Central (un toutes les deux heures) ;
- des trains L : Mons - La Louvière-Sud (un toutes les deux heures) ;
- un unique train P de Binche à Bruxelles et Louvain-la-Neuve, le dimanche soir en période scolaire.

Durant les vacances se rajoute un aller-retour de trains touristiques (ICT) Charleroi - Mons - Tournai - Mouscron - Blankenberge.

### Intermodalité
Un parc pour les vélos et un parking pour les véhicules y sont aménagés. Des bus desservent la gare.

## Comptage voyageurs
Ce graphique et tableau montre le nombre de voyageurs embarquant en moyenne durant la semaine, le samedi et le dimanche.
| Nombre de passagers qui embarquent à la gare de La Louvière-Sud | Nombre de passagers qui embarquent à la gare de La Louvière-Sud | Nombre de passagers qui embarquent à la gare de La Louvière-Sud | Nombre de passagers qui embarquent à la gare de La Louvière-Sud |
|                                                                 | Semaine                                                         | Samedi                                                          | Dimanche                                                        |
| --------------------------------------------------------------- | --------------------------------------------------------------- | --------------------------------------------------------------- | --------------------------------------------------------------- |
| 1982                                                            | 240                                                             | -                                                               | 15                                                              |
| 1983                                                            | 669                                                             | 136                                                             | 113                                                             |
| 1984                                                            | 814                                                             | 199                                                             | 296                                                             |
| 1985                                                            | 1 125                                                           | 316                                                             | 429                                                             |
| 1986                                                            | 869                                                             | 318                                                             | 337                                                             |
| 1987                                                            | 1 318                                                           | 296                                                             | 534                                                             |
| 1988                                                            | 1 780                                                           | 495                                                             | 397                                                             |
| 1989                                                            | 1 321                                                           | 346                                                             | 338                                                             |
| 1990                                                            | 758                                                             | 278                                                             | 392                                                             |
| 1991                                                            | 1 117                                                           | 314                                                             | 288                                                             |
| 1992                                                            | 1 219                                                           | 326                                                             | 369                                                             |
| 1993                                                            | 1 171                                                           | 311                                                             | 383                                                             |
| 1994                                                            | 1 399                                                           | 633                                                             | 661                                                             |
| 1995                                                            | 919                                                             | 575                                                             | 492                                                             |
| 1996                                                            | 1 187                                                           | 772                                                             | 676                                                             |
| 1997                                                            | 1 075                                                           | 661                                                             | 553                                                             |
| 1998                                                            | 2 561                                                           | 629                                                             | 576                                                             |
| 1999                                                            | 2 392                                                           | 639                                                             | 454                                                             |
| 2000                                                            | 2 612                                                           | 612                                                             | 597                                                             |
| 2001                                                            | 2 123                                                           | 557                                                             | 540                                                             |
| 2002                                                            | 2 202                                                           | 572                                                             | 494                                                             |
| 2003                                                            | 2 200                                                           | 667                                                             | 558                                                             |
| 2004                                                            | 3 348                                                           | 798                                                             | 711                                                             |
| 2005                                                            | 2 924                                                           | 1 014                                                           | 809                                                             |
| 2006                                                            | 2 537                                                           | 875                                                             | 693                                                             |
| 2007                                                            | 2 933                                                           | 1 050                                                           | 743                                                             |
| 2008                                                            | -                                                               | -                                                               | -                                                               |
| 2009                                                            | 2 967                                                           | 754                                                             | 671                                                             |
| 2010                                                            | -                                                               | -                                                               | -                                                               |
| 2011                                                            | -                                                               | -                                                               | -                                                               |
| 2012                                                            | 2 650                                                           | 861                                                             | 799                                                             |
| 2013                                                            | 2 657                                                           | 872                                                             | 786                                                             |
| 2014                                                            | 3 204                                                           | 1 037                                                           | 930                                                             |
| 2015                                                            | 2 961                                                           | 1 060                                                           | 960                                                             |
| 2016                                                            | 3 150                                                           | 1 223                                                           | 1 164                                                           |
| 2017                                                            | 2 746                                                           | 485                                                             | 330                                                             |
| 2018                                                            | 2 831                                                           | 1 038                                                           | 840                                                             |
| 2019                                                            | 3 124                                                           | 1 148                                                           | 1 293                                                           |
| 2020                                                            | 1 853                                                           | 1 004                                                           | 843                                                             |
| 2021                                                            | -                                                               | -                                                               | -                                                               |
| 2022                                                            | 3 113                                                           | 1 413                                                           | 1 251                                                           |
| 2023                                                            | 3 029                                                           | 2 438                                                           | 2 107                                                           |
| 2024                                                            | 3 281                                                           | 2 277                                                           | 1 811                                                           |

## Galerie de photographies

Quais de la gare
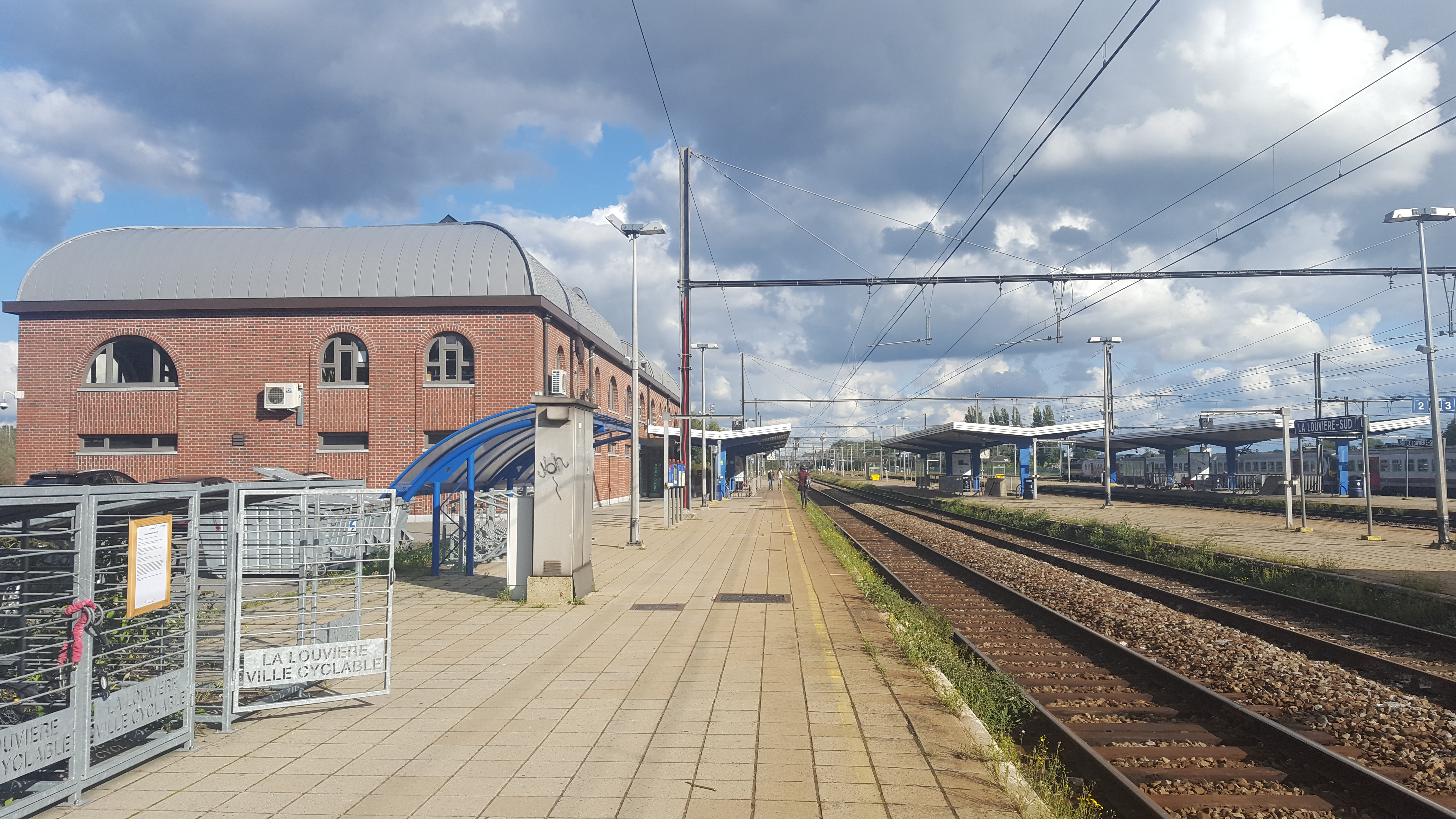
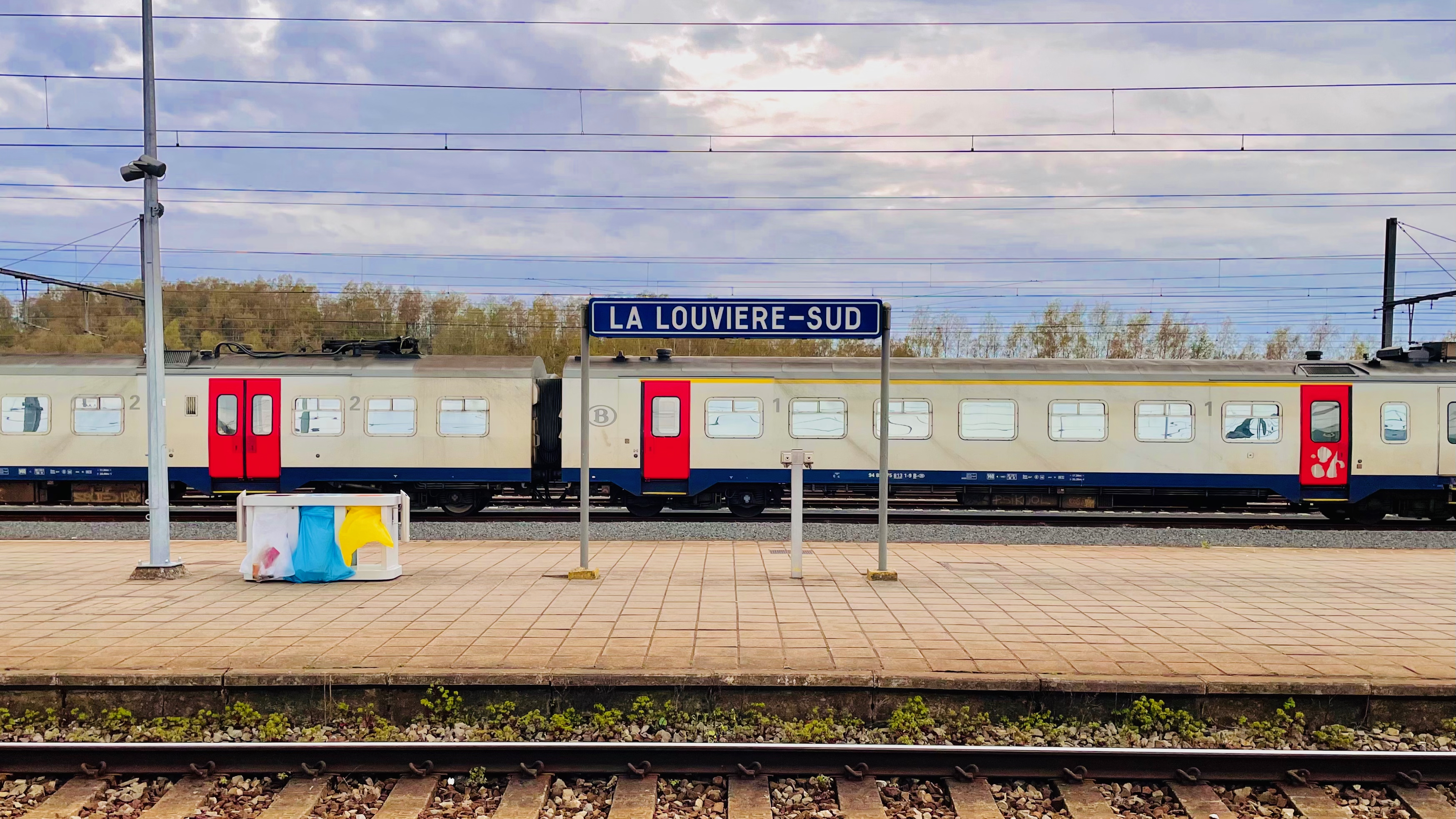
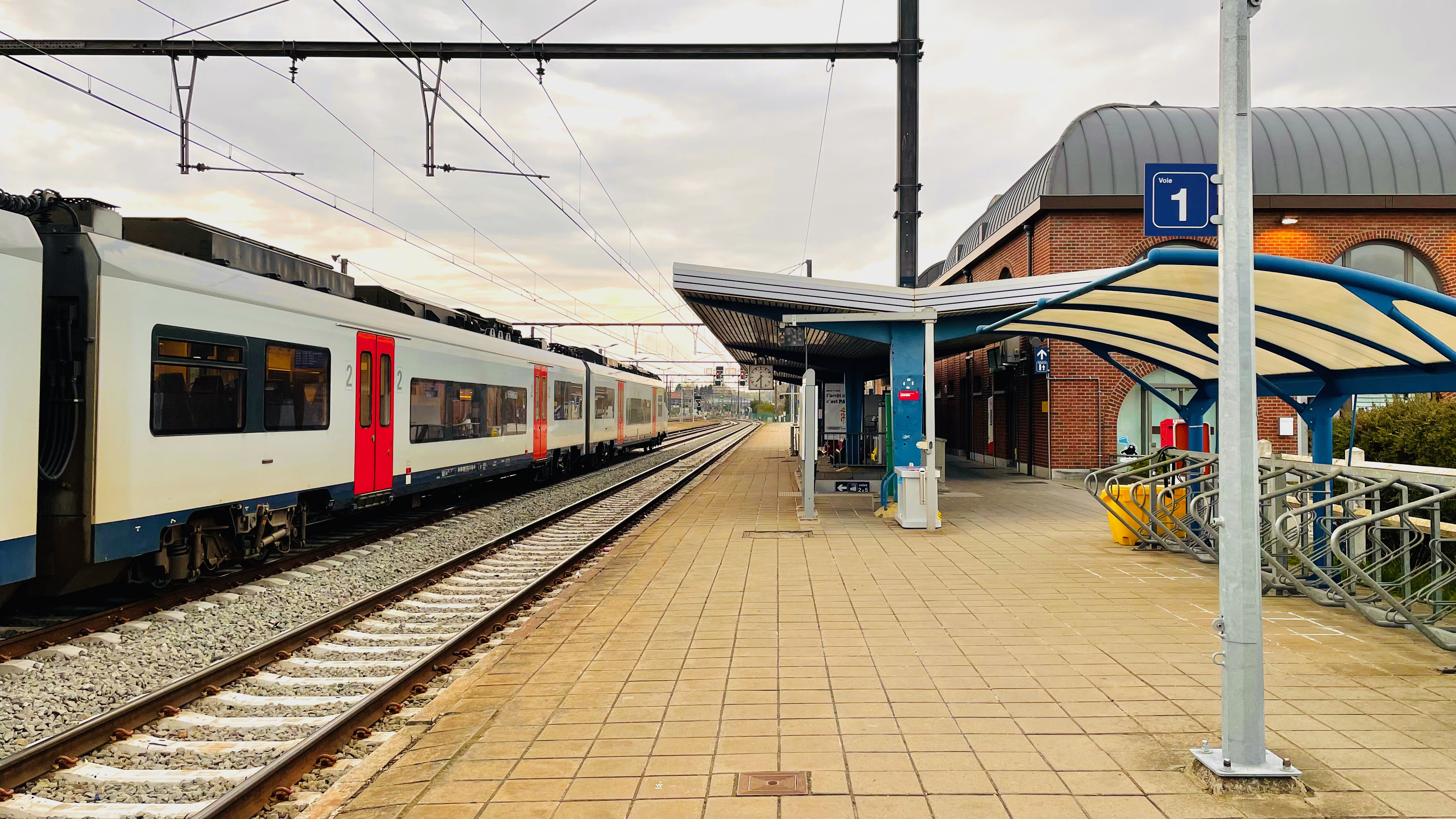
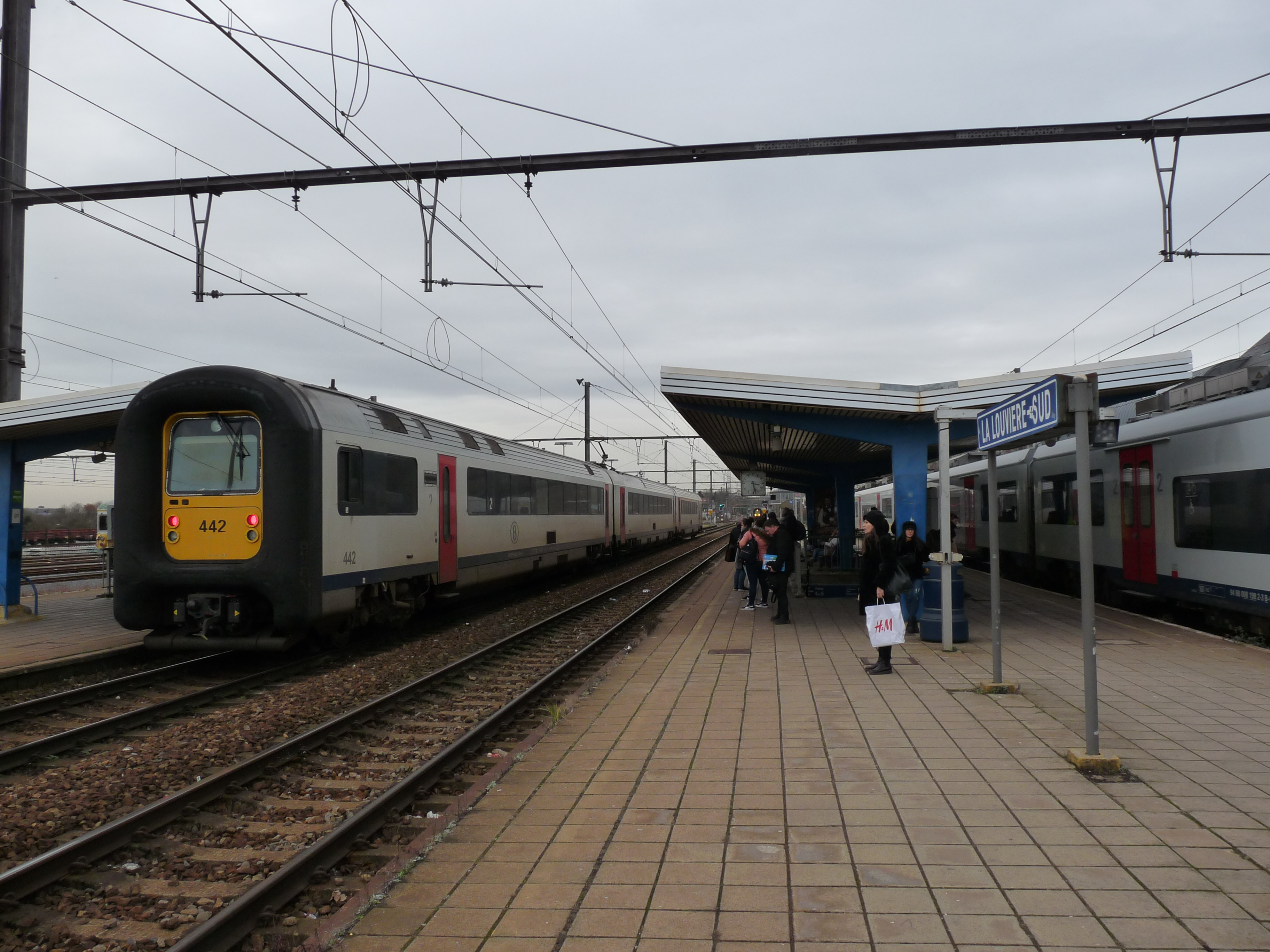
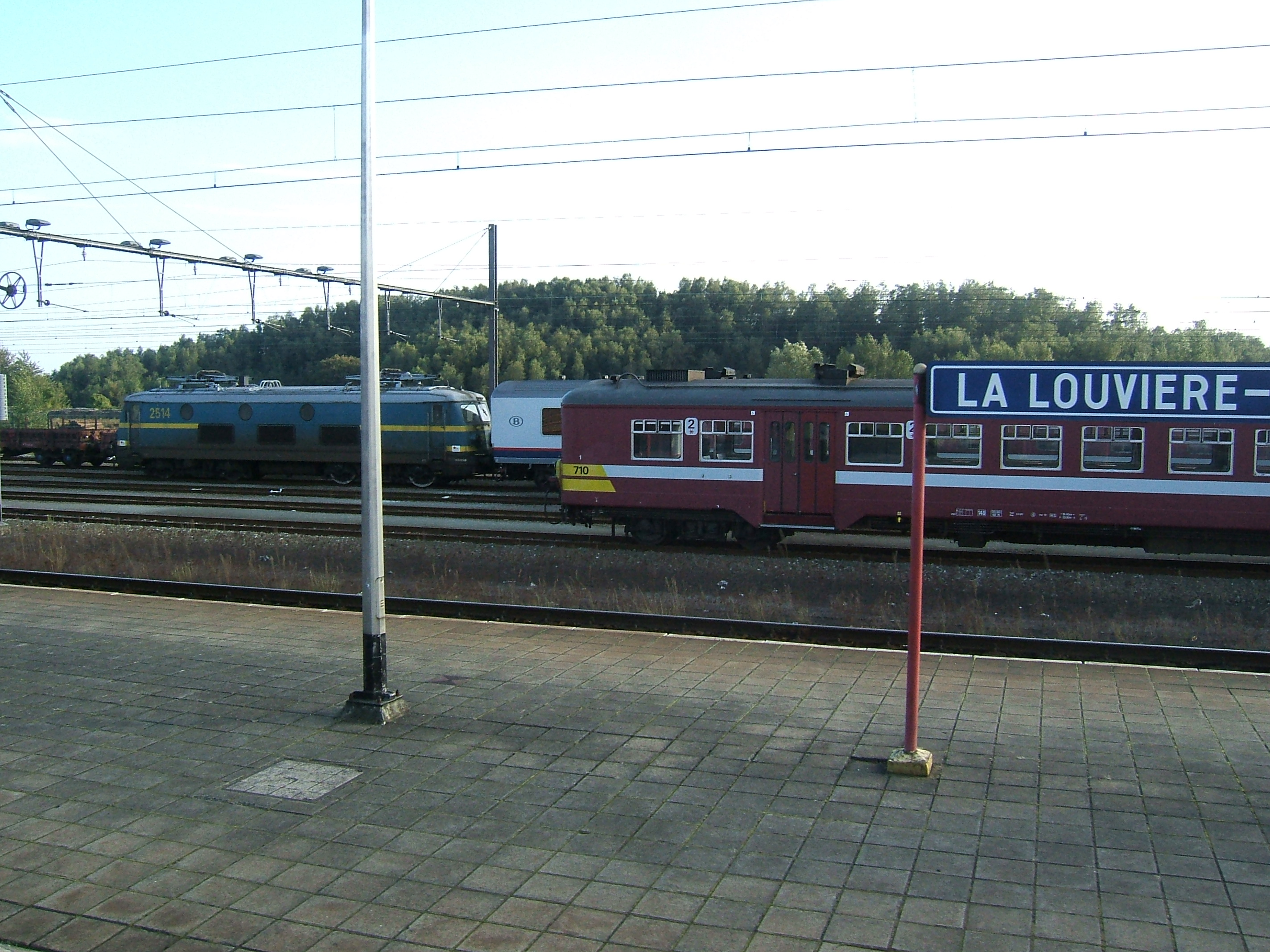
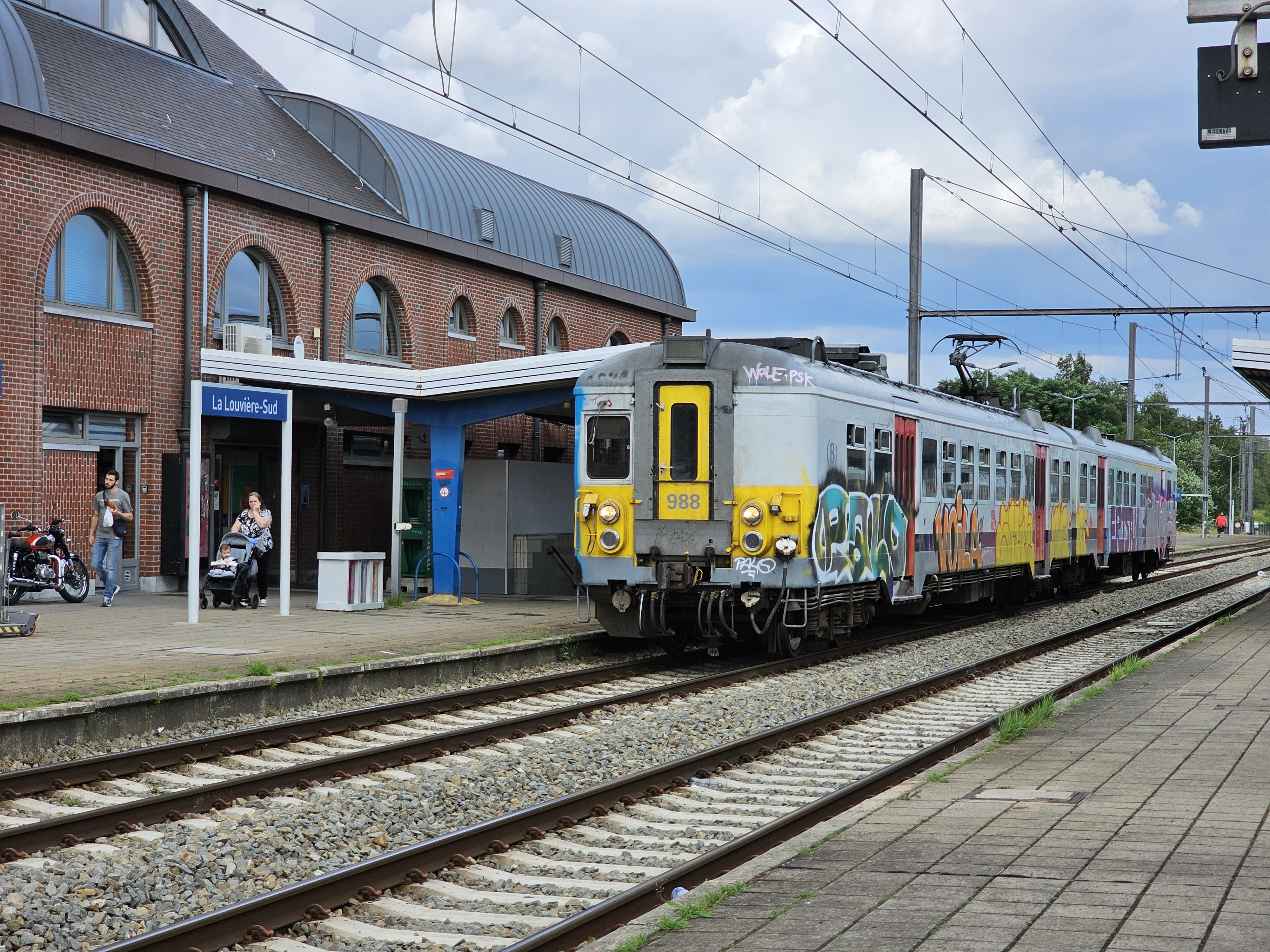
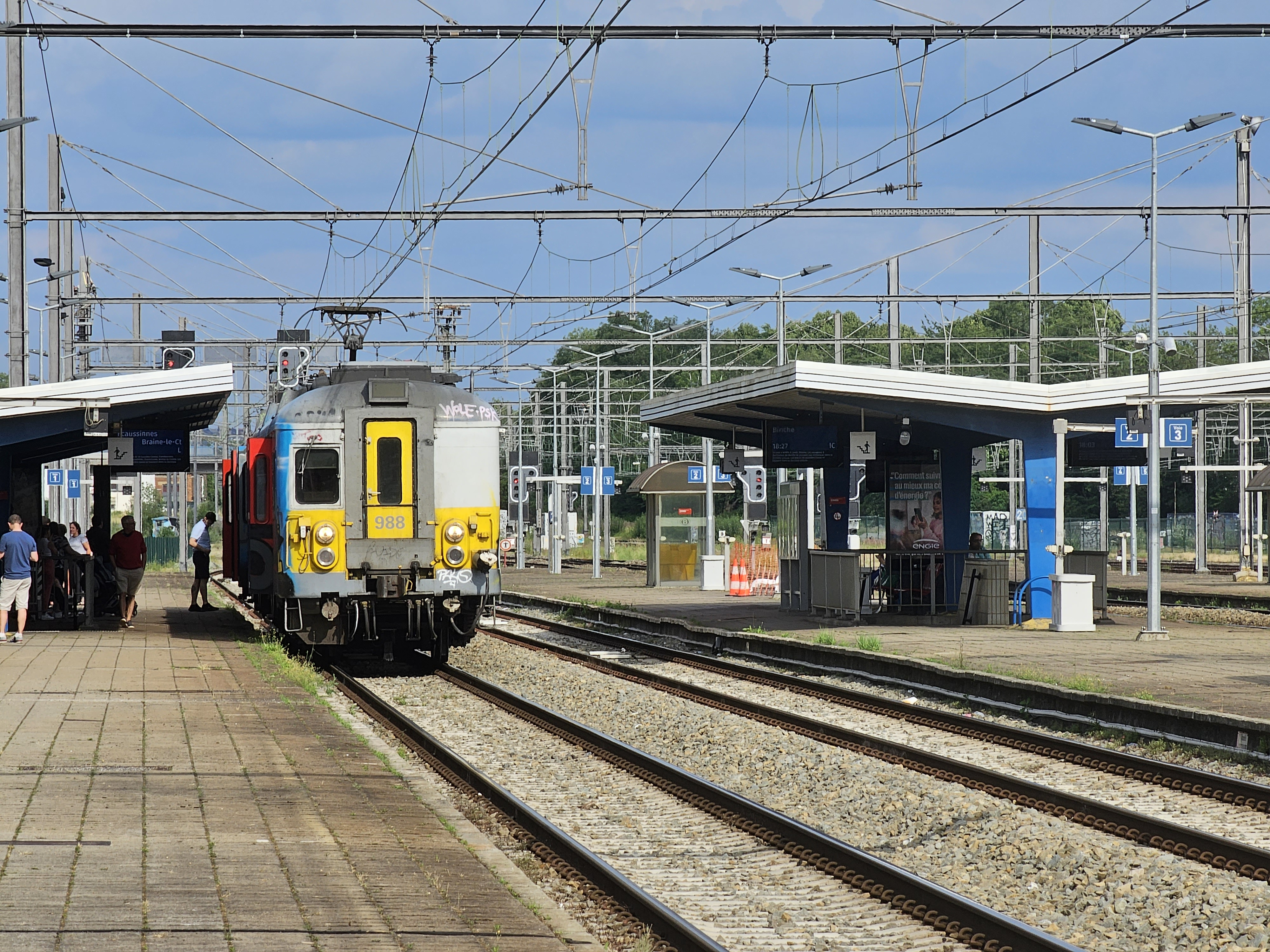

Intérieur du bâtiment voyageurs
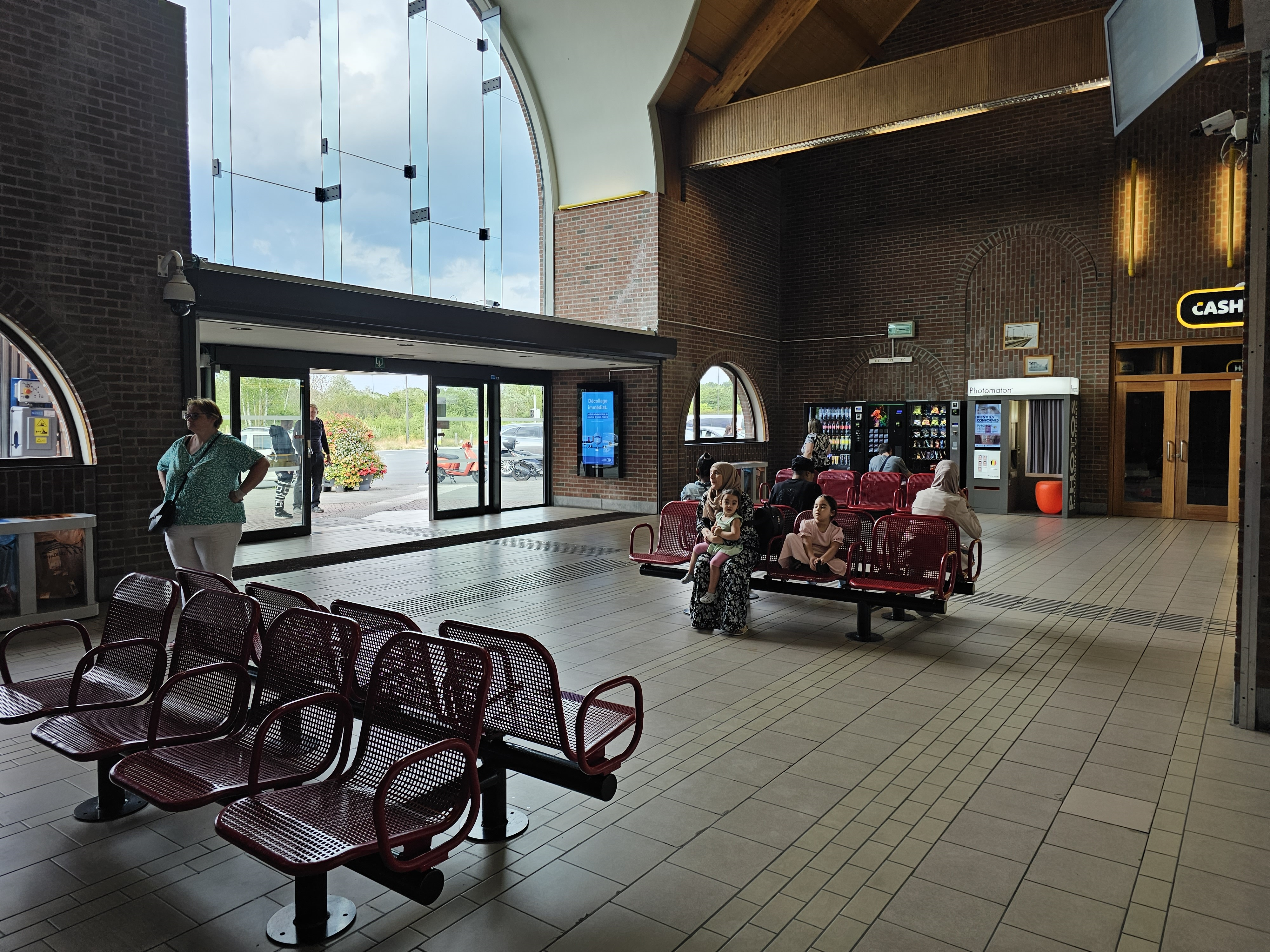
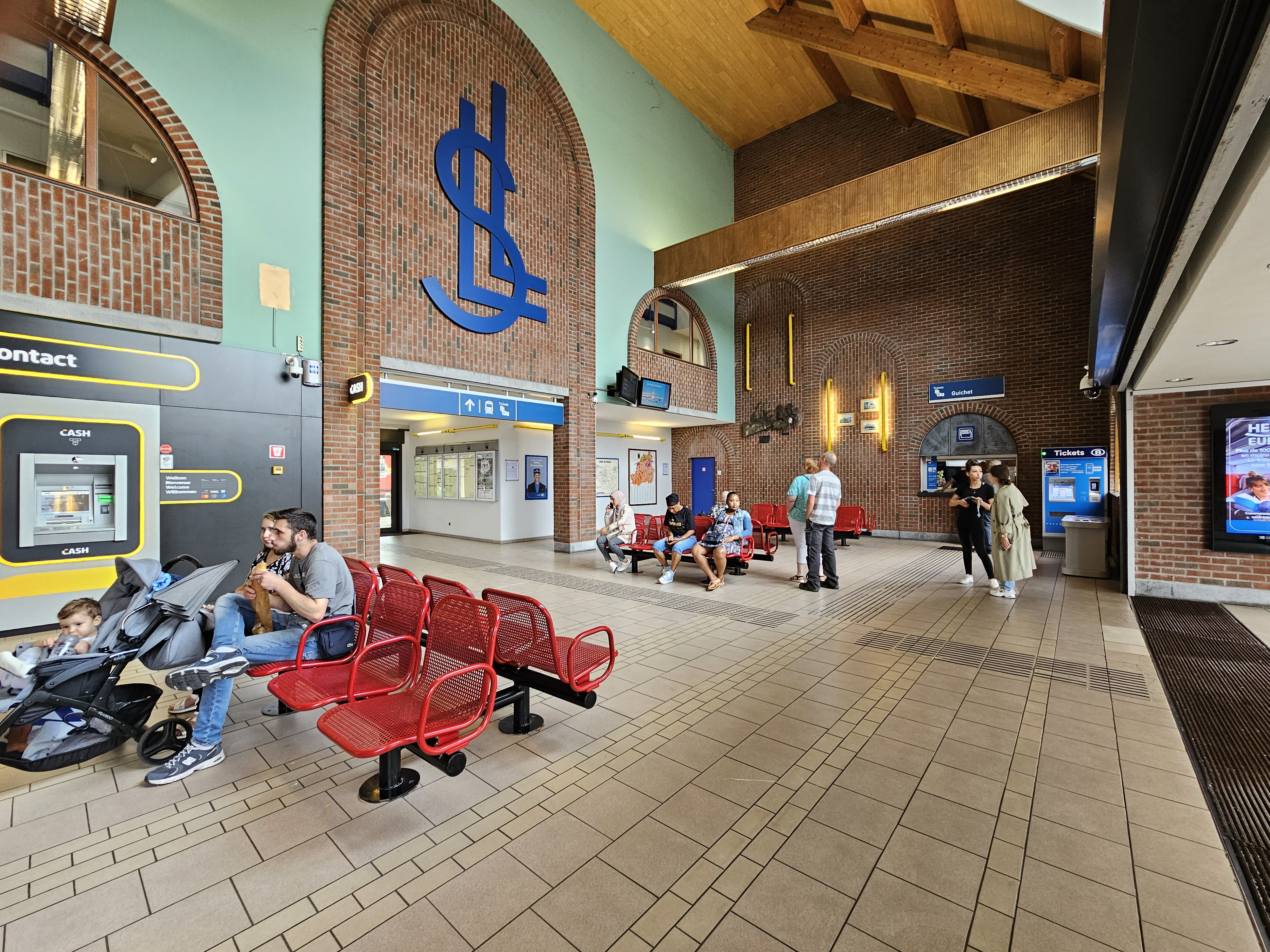
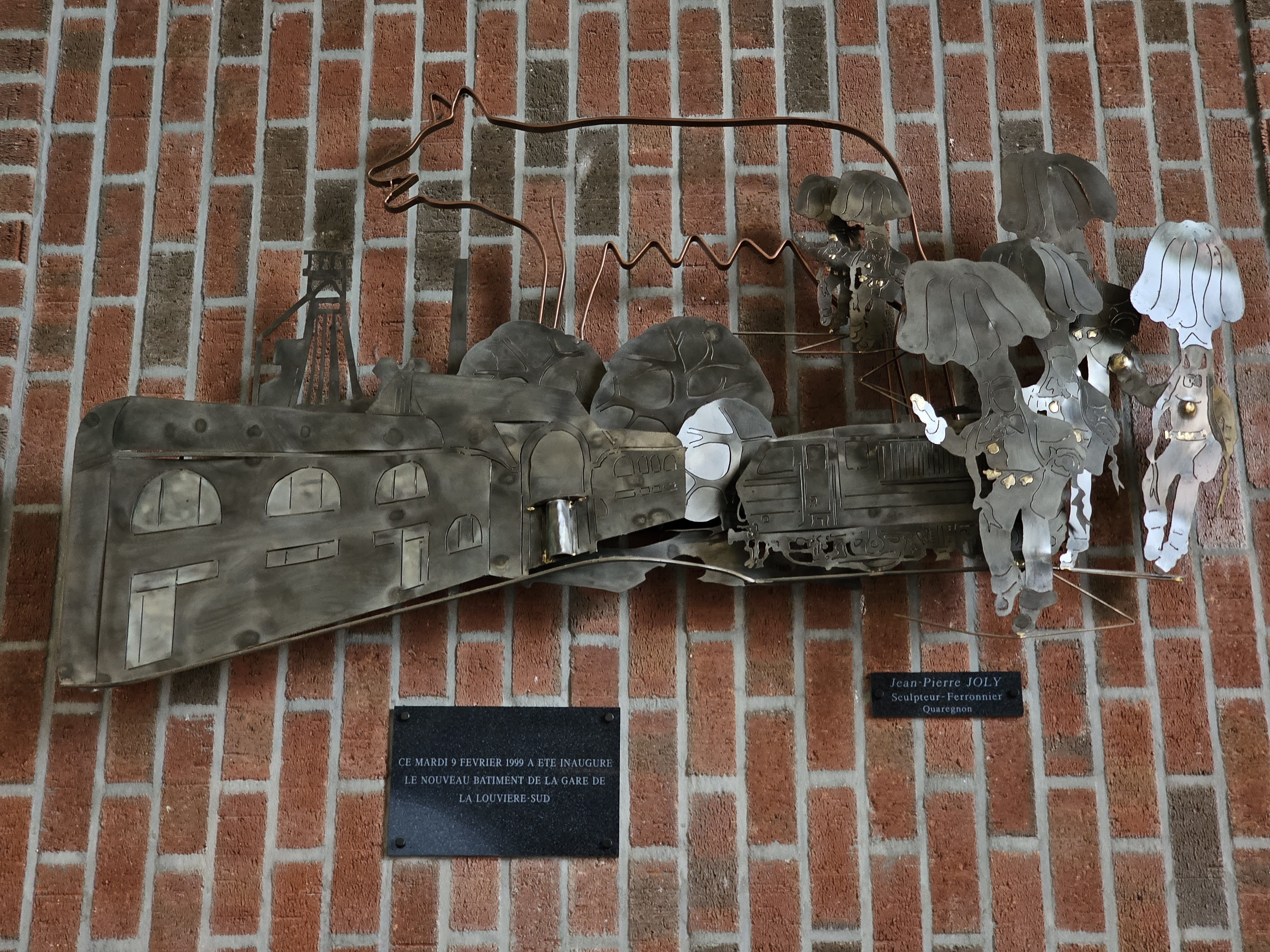